# Wigger von Verden
Wigger von Verden († 16. August 1031) war von 1013 bis 1031 Bischof von Verden.
Als Leiter der Kirchenprovinz Mainz weihte Erkanbald Wigger zum Bischof.
Wigger war zunächst Dompropst des Kölner Domkapitels. Er nahm an verschiedenen Kirchenversammlungen teil. Darunter war 1027 die Synode von Frankfurt. Er weihte 1028 den durch ihn neu erbauten Dom zu Verden. 